# Sentiero Anglesey
Il sentiero Anglesey (formalmente noto come Percorso costiero dell'isola di Anglesey, Isle of Anglesey Coastal Path) è un sentiero lungo 200 km che costeggia l'isola di Anglesey in Galles settentrionale. Il percorso fa parte del sentiero Wales Coast.

## Descrizione

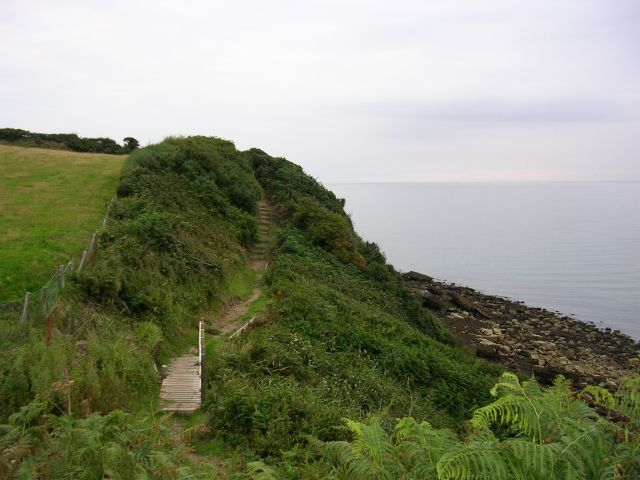
Sezione del sentiero Anglesey sopra Borth Wen a nord di Benllech

Il tracciato segue la costa, completando quasi il giro completo dell'isola. Le due eccezioni si hanno quando il percorso attraversa Plas Newydd e passa attorno all'estuario del fiume Afon Alaw tra Llanfachraeth e Llanynghenedl. Ufficialmente il giro parte e termina a Holyhead, e viene descritto nella guida ufficiale come percorribile in senso antiorario. Ha un costo di 1,4 milioni di sterline e percorre l'intera Area of Outstanding Natural Beauty, utilizzando l'esistente rete di diritti di passaggio. Il percorso è ben segnalato. Si può percorrere in soli 4 giorni, anche se la guida consiglia almeno 7–10 giorni per il percorso completo.
Sono stati utilizzati fondi europei di politica regionale (Objective 1) per la costruzione del sentiero, creato da una partnership guidata dall'agenzia Menter Môn e dal consiglio della contea dell'isola di Anglesey. Fu ufficialmente inaugurato da Rhodri Morgan, ex primo ministro del Galles, il 9 giugno 2006.
Il sentiero Anglesey fa parte del sentiero Wales Coast, un circuito di 1400 km che corre lungo la costa del Galles da Chepstow a Queensferry, inaugurato nel maggio del 2012.

## Percorsi derivati
Vi sono numerosi percorsi che partono dal sentiero:
1. Mynydd Mechell circular walk - Una semplice camminata di 5 km che richiede 2 ore. Il punto di partenza è la cappella di Gerusalemme a Mynydd Mechell.
2. Copper Coast Circular Walk - Questo cammino inizia e finisce ad Amlwch e passa Point Lynas e Parys Mountain. È lungo 22 km e richiede 6 ore.[3]
3. Ynys Llanddwyn - Costeggia le migliori sabbie di Ynys Môn ed è lungo circa 2,3 km. L'isola fa parte della National Nature Reserve di Newborough Warren. L'isola di Llanddwyn è un'isola tidale, e bisogna fare attenzione alle maree.

## Altri luoghi lungo il sentiero
Partendo da Holyhead e camminando in senso antiorario, il percorso attraversa o costeggia:
| - Il porto di Holyhead, principale città di Anglesey - Il faro di South Stack e l'osservatorio ornitologico - Porth Dafarch - Trearddur - Rhoscolyn - Rhosneigr - Barclodiad y Gawres, camere sepolcrali del neolitico - La chiesa di Llangwyfan - Aberffraw - La chiesa di Llangadwaladr, luogo di sepoltura di Cadfan ap Iago - Ynys Llanddwyn - Llanidan, luogo di nascita di Thomas Williams - Britannia Bridge - Swellies - Church Island - Il ponte sospeso sul Menai di Thomas Telford - Menai Bridge - Llandegfan - Beaumaris | - Penmon e Puffin Island - Traeth Coch (Red Wharf Bay) - Benllech - Moelfre - Il memoriale al naufragio della Royal Charter - Baia di Dulas - Amlwch - Bull Bay - Chiesa di Llanbadrig - Cemaes - Centrale nucleare di Wylfa - Baia e laguna di Cemlyn - Carmel Head - Church Bay - Llanfachraeth - Llanynghenedl - Lo Stanley Embankment di Thomas Telford - Penrhos Country Park - Holyhead |